# La luna/Tanti anni fa
La luna/Tanti anni fa è un singolo di Angelo Branduardi, pubblicato nel 1975 dalla RCA Italiana.

## Descrizione
Entrambi i brani sono tratti dall'album La luna, pubblicato nello stesso anno, e arrangiati da Maurizio Fabrizio.
Furono poi inseriti nella raccolta Incontro con Angelo Branduardi, pubblicata nel 1977 dalla RCA nella serie economica Lineatre,

## Tracce
LATO A
Testi e musiche di Angelo Branduardi; edizioni musicali RCA Musica.
1. La luna – 2:48

LATO A
Testi e musiche di Angelo Branduardi; edizioni musicali RCA Musica.
1. Tanti anni fa – 2:49

## Formazione
- Angelo Branduardi – voce, cori, violino, chitarra classica, flauto dolce, percussioni
- Maurizio Fabrizio – chitarra acustica, cori, chitarra elettrica, mandolino, cuatro, percussioni
- Mike Logan – tastiera
- Gigi Cappellotto – basso
- Andy Surdi – batteria
- Bruno De Filippi – bouzouki, cuatro, chitarrino, sitar, banjo, armonica